# ボフダン・パチンスキ
ボフダン・パチンスキ（Bohdan Paczyński, 1940年2月8日 - 2007年4月19日）は、ポーランドの天文学者である。恒星進化論の分野の主導的な科学者である。

## 生涯
リトアニア共和国のビリニュスに生まれた。 ワルシャワ大学で学び、1964年にPh.D.を取得するなどポーランドで活動した後、1981年にアメリカ合衆国に移住して、プリンストン大学の教授となった。
パチンスキーは重力レンズ、変光星、ガンマ線バースト、銀河の構造などについて研究している。
重力レンズをつかって新しい天体を発見し、天体の質量を計測する方法によって世界的な評価を得た。重力マイクロレンズ現象(恒星の光が、手前を通過する見えない天体の重力の作用によって一時的に明るくなる現象)の存在を予言した。またガンマ線バーストが遠方の宇宙で起きていることをはやくから提唱した。

## 賞歴
- エディントン・メダル (1987年)
- ハイネマン賞天体物理学部門 (1992年)
- ヘンリー・ドレーパー・メダル (1997年)
- イギリス王立天文学会ゴールドメダル (1999年)
- ブルーノ・ロッシ賞 (2000年)
- ブルース・メダル (2002年)